# 시치냐노델리알부르니
시치냐노델리알부르니(이탈리아어: Sicignano degli Alburni)는 이탈리아 캄파니아주 살레르노도에 있는 코무네이다. 시치냐노(Sicignano)라는 이름으로도 알려져 있다.

## 사진

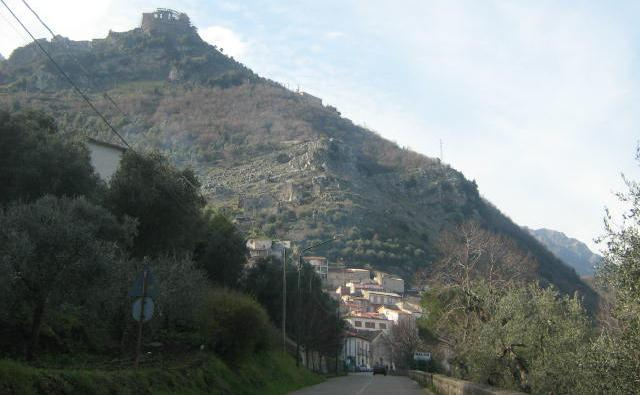
중세시대의 성(위쪽)과 갈도의 작은 마을
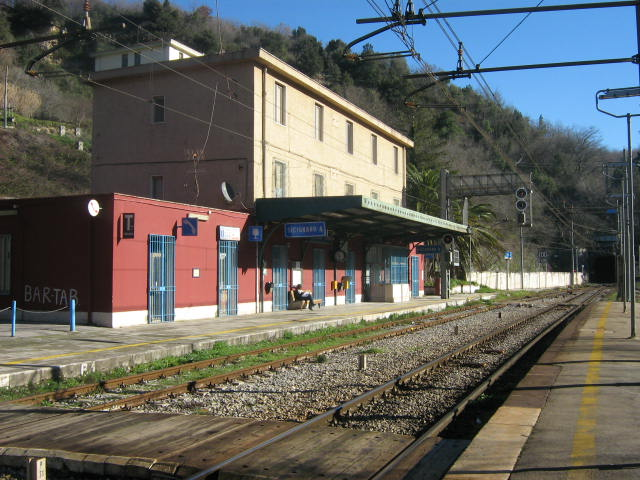
산 리칸드로에 있는 시치냐노 기차역
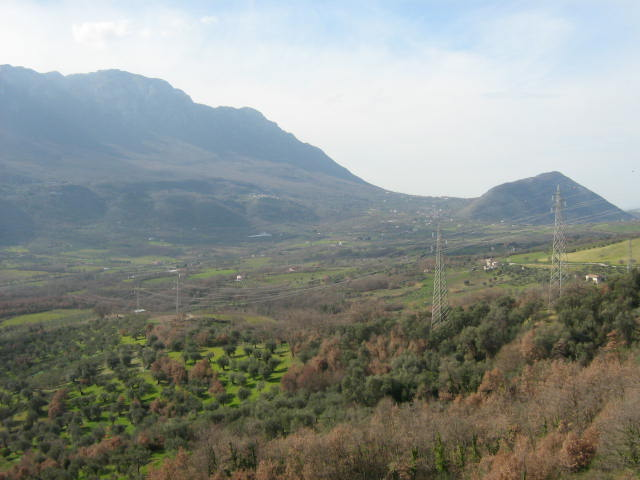
시치냐노의 계곡
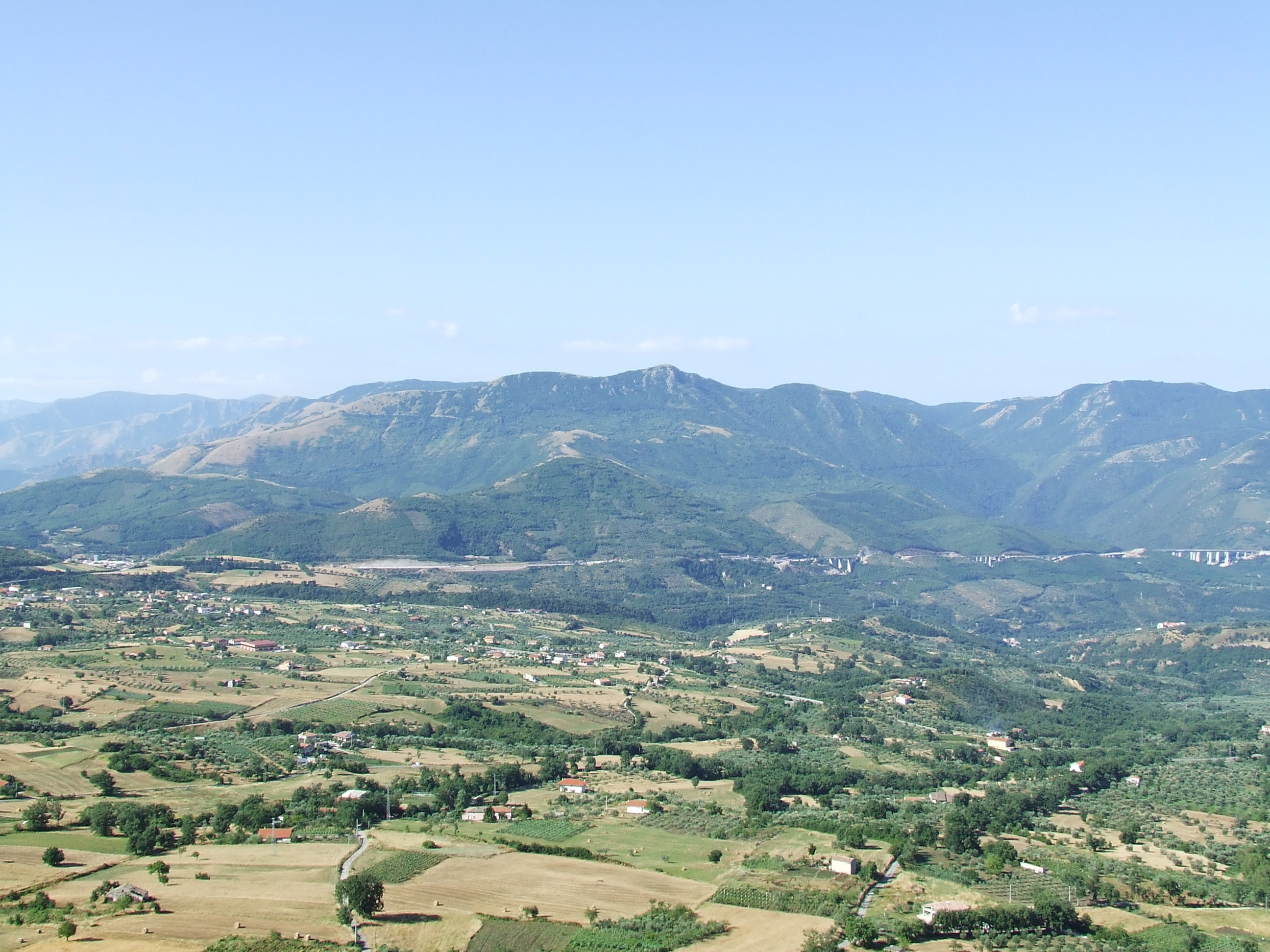
알부르니와 타나그로 계곡

## 같이 보기
- 칠렌토